# 松長村
松長村（まつながむら）は、かつて新潟県西蒲原郡に存在した村。

## 沿革
- 1889年（明治22年）4月1日 - 町村制施行に伴い、西蒲原郡松橋村、長所村、長渡村、館野池村、大嘉新村、長池新村、館野村、永野新田村、平岡新田村が合併し、松長村が成立。
- 1901年（明治34年）11月1日 - 西蒲原郡加奈居村と合併し、松長村を新設。
- 1954年（昭和29年）3月31日 - 西蒲原郡燕町、小池村、小中川村と合併し、市制施行して燕市となり消滅。
- 1954年（昭和29年）7月7日 - 燕市の一部（旧加奈居村域（大字羽黒、大字姥島、大字真木））と小吉村、道上村が合併し、旧松長村の一部は中之口村となる。